# Educational Evaluation and Policy Analysis
Educational Evaluation and Policy Analysis è una rivista accademica peer-reviewed che copre tutti gli aspetti dell'analisi delle politiche educative. È stato fondato nel 1979 ed è pubblicato da SAGE Publications per conto dell'American Educational Research Association. I redattori sono Joseph R. Cimpian ( New York University ), Julie A. Marsh ( University of Southern California ), Paco Martorell ( University of California, Davis ) e Morgan Polikoff ( University of Southern California ).

## Missione
Educational Evaluation and Policy Analysis ( EEPA ) pubblica manoscritti accademici di interesse teorico, metodologico o politico per coloro che sono impegnati nell'analisi, nella valutazione e nel processo decisionale delle politiche educative. EEPA è una rivista politica multidisciplinare e considera la ricerca originale di più discipline, orientamenti teorici e metodologie.

## Indicizzazione
La rivista è sintetizzata e indicizzata su Scopus e Social Sciences Citation Index. Secondo il Journal Citation Reports, il suo fattore di impatto per il 2018 è 3.127, classificandosi 18º su 238 riviste nella categoria "Istruzione e ricerca educativa".